# Rivière à la Raquette (Outaouais)
Pour les articles homonymes, voir Raquette.
La rivière à la Raquette est un cours d'eau de la région de la Montérégie au sud-ouest du Québec. Elle prend sa source à Très-Saint-Rédempteur, coule vers l'est et le nord à Sainte-Marthe pour se jeter dans la rivière des Outaouais à Rigaud.

## Hydrographie
La rivière à la Raquette coule sur une longueur de 27,4 km. Son bassin couvre une superficie de 133,9 km2. Il est entièrement situé dans la municipalité régionale de comté de Vaudreuil-Soulanges. La rivière à la Raquette s'insère dans un terrain plat situé à l'est de la masse rocheuse de la montagne de Rigaud et à l'ouest du plateau sableux de Saint-Lazare . Le bassin de la rivière à la Raquette se trouve en plus grande partie dans une aire lithologique datant du Cambrien et composée de grès, de conglomérat, de calcaire et de dolomie, de même qu'en partie dans l'aire de la montagne de Rigaud, dans la partie nord-est du territoire de Sainte-Marthe, caractérisée par la présence de granite datant du Protérozoïque. La rivière à la Raquette se jette dans l'Outaouais à la pointe à la Raquette, zone marécageuse.
Le lit et les berges de la rivière à la Raquette s’insèrent dans des dépôts meubles à base de till, de limon et d'argile. Son tracé est sinueux et les berges peuvent en être instables en raison de l’érosion. La rivière sort de son lit en 2010 mais un tel événement est rare. Le cours d’eau est également sujet à des embâcles.

## Qualité de l'eau
Les tests du ministère du Développement durable, de l'Environnement et des Parcs du Québec réalisés dans la rivière à la Raquette entre 1981 et 1986 affichent une turbidité et un taux élevé de phosphore.

## Flore et faune
Les berges de la rivière à la Raquette sont propices au développement des fougères Matteuccia Struthioperis dont on tire les têtes de violon, ainsi que pour l'ail des bois, une espèce végétale menacée depuis 1993. L'érablière argentée en zone inondable située autour de la pointe à la Raquette, où serpente la rivière à la Raquette, est identifiée comme un site prioritaire de protection du programme de la Fondation de la faune du Québec en 2011-2012. La municipalité régionale de comté de Vaudreuil-Soulanges et les agriculteurs procèdent à des travaux de revégétalisation, de plantation et d’aménagement entre 2009 et 2012 afin de stabiliser les berges, sur certaines sections notamment en territoire agricole. Le bassin versant de la rivière à la Raquette compte la plus grande superficie boisée des bassins versants de Vaudreuil-Soulanges, en raison de l'inclusion de la montagne de Rigaud dont la plus grande partie des eaux de ruissellement se jette dans la rivière à la Raquette. 
Les eaux de la rivière abritent des populations de menés d’herbe (Notropis bifrenatus), une espèce animale classée vulnérable depuis 2003. Les terres plates et vaseuses entourant la rivière près de son embouchure attirent la sauvagine, notamment les canards, les échassiers et les bernaches. Le faible niveau de la rivière est également dû à la présence de castors qui y construisent des barrages.

## Histoire
L'origine du nom de la rivière est inconnue de la Commission de toponymie du Québec. Selon le Conseil du bassin versant de la région de Vaudreuil-Soulanges, le toponyme pourrait provenir du fait que les Algonquins et les colons qui empruntaient son parcours en hiver le faisaient en raquette. La première mention connue de la rivière à la Raquette apparait sur une carte de 1722. En 1740, l'intendant de Nouvelle-France Gilles Hocquart envoie dans la seigneurie de Rigaud, encore inexploitée, David Corbin, maître charpentier, pour explorer les berges de la rivière à la Raquette afin d’y prélever le bois nécessaire à la construction des vaisseaux du roi. Les seigneurs François-Pierre de Rigaud de Vaudreuil et Pierre de Rigaud de Vaudreuil installent un poste de traite de fourrures dans la région au cours en cette période. En 1840, l'arpenteur Joseph Fortune, duquel la municipalité de village de Pointe-Fortune tire son nom, trace son embouchure dans la seigneurie de Rigaud. À cette époque, le village de Rigaud se développe depuis une soixantaine d’années un peu plus à l'ouest, près de la rivière Rigaud,,.
À Dragon, localité sise sur la rivière à la Raquette en aval, des explosions violentes surviennent à l'usine de munitions de la Curtis and Harvey Company, en 1911 et en 1917, moins d'une décennie après sa mise en service,.

## Espaces riverains et activités
En amont, la rivière à la Raquette traverse un milieu agricole. Dans sa moitié en aval, la rivière à la Raquette serpente à travers les fermettes d'équitation de l'est de Sainte-Marthe, de Rigaud et de Saint-Lazare, puis longe le camping de Choisy pour ensuite sinuer dans des espaces déstructurés combinant cultures, réseau routier, commerces, habitations et sablière, et enfin dans une aire marécageuse non construite près de son embouchure. Les sols des flancs de la montagne de Rigaud et du plateau de Saint-Lazare se prêtent mal à la pratique d'activités agricoles. Le terrain autour de la rivière à la Raquette permet la promenade facile à pied et en raquette. Plusieurs hameaux se sont développés dans le bassin de la rivière à la Raquette, notamment Dragon, Choisy et Mountain Ranches à Rigaud, ainsi que le village de Sainte-Marthe.
Les bandes riveraines de la rivière à la Raquette sont balisées dans l'aire agricole de manière que la zone minimale à préserver ne fasse pas l'objet de labour et d'épandage, permettant le développement de la végétation naturelle qui agit comme frein à l'érosion, filtre et habitat

## Annexe